# ミヤジマックス
鳥神ミヤジマックス（ちょうじんミヤジマックス）は、広島県廿日市市厳島（宮島）を中心に活動しているローカルヒーローの名称である。

## 概要
鳥神ミヤジマックスは、Production［神鴉（シンア）］ が考案したオリジナルヒーローで、2013年の1月より実行委員会を立ち上げ活動を開始。

2013年5月1日に公式デビュー。主な活動は 月に1度の宮島パトロールを遂行しながら、広島県内 及び 県外でのイベントや、児童福祉施設への訪問・警察署と合同による交通安全教室などを中心に活動している。平和活動や災害復興支援などでは無償で出演することが多い。

### Production［神鴉（シンア）］
鳥神ミヤジマックス開発のために立ち上げられたプロダクション。設定ストーリーから、デザイン・造形・音楽（音源制作）・公式ホームページの運営などを基本的に自社制作している。代表者は大上馨司憲。
商標登録 2015年4月24日 商標登録：第5759666号 商標権としてProduction［神鴉］が「ミヤジマックス」を取得した。

### 活動団体
鳥神ミヤジマックス実行委員会（2013年1月発足）、アクションチーム（2014年5月発足）「Suit actors team 八咫烏（やたがらす）YATAGARASU」がアクションを担当する。

## ストーリー
西暦573年「第六天壊魔帝国グライム（だいろくてんかいまていこくぐらいむ）」が地球に降り立ち、日本の最大の鬼門とする「宮島」を襲撃した。 そのころ時を同じく中国南北朝時代末期「斉（せい）」では、一人の将軍「蘭陵王高長恭（らんりょうおうこうちょうきょう）」がその生命を終えようとしていた。後の宮島の神社にて奉納される舞楽『蘭陵王』の主人公である。死の淵を彷徨う彼の面前に、宮島の神社の御神体「いにしえの三女神」が現れ、グライムを倒す手助けを願い出る。承諾した蘭陵王はグライムを暗黒の世界（ブラックホール）へと封印したが自らも深手を負い、弥山奥地にて眠りについた。その後時は流れ、2000年周期の時空のゆがみとともに、天変地異・環境破壊の進む現代社会において、強靭なる力を蓄えたグライムが再び復活しようとしていた。宮島の三女神の予言が的中したその時蘭陵王は眠りから目覚め、名を「蘭 恭介（らん きょうすけ）」として蘇る。「蘭恭介」は、鳥神の力を引き出す為、仲間である広島の忍者「世鬼衆（せきしゅう）」の末裔、「爾来也」から忍術の修行を受けていたが、グライムとの宿命に闘うことを決意し、宮島のパワーを結集した鳥神ミヤジマックスが誕生した。

## 登場キャラクター

### ミヤジマックスの仲間
- 鳥神ミヤジマックス（マックスモード）
蘭 恭介が「三女神」の予言のもとに 覚醒（変身）した姿で、毛利元就公に仕えた広島の忍者「世鬼衆（せきしゅう）」忍術を用い、宿敵「第六天壊魔帝国グライム」と闘う。

- ハイパーミヤジマックス（ハイパーモード）
蘭 恭介が仲間である「爾来也」より「青龍」の力を、「麻亜紗」より「朱雀」の力を受け継ぎ二段階覚醒した姿。

- 蘭 恭介（らん きょうすけ）
鳥神ミヤジマックスの変身者で、中国南北朝末期「斉（せい）」の国の第4皇子「蘭陵王高長恭」が現代に蘇った名であり、三女神が名付けた名前である。前世での第一次グライム襲撃の時、自らも深手を負い「弥山」山中にて眠りについていたが、2012年に目覚めた時は25歳の若さで蘇り、前世の記憶は失っていた。

- 爾来也（じらいや）
毛利元就公に仕えた広島の忍者「世鬼衆[5]」一族の第十二代頭目として、蘭恭介に忍法を伝授する使命を授かり、生まれながらに、四聖獣「青龍」の力を持っている。

- 麻亜紗（まーしゃ）
爾来也の妹であり、幼いころから世鬼衆忍者の修行をしている。弥山の洞窟に眠ったままの蘭 恭介の世話をしていた。生まれながらに「朱雀」の力を秘めている。

- ドラゴンマスター
変身後のミヤジマックスの胸の中央にあるドラゴンを模ったオブジェを示すが、優れた知能を持ちミヤジマックスを助けるサポートキャラクターの役目を伴う。
- 長老禰宜（ちょうろうねぎ）
厳島に伝わる不思議な話を代々受け継ぎ弥山に眠る蘭 恭介を守ってきた。目覚めた彼に三女神の予言と経緯やミヤジマックスの変身プロセスなどを伝える。
- 壱岐美琴（いつきみこと）
宮島に住む高校3年生の女の子。三女神のひとり「市杵島姫命（いちきしまひめのみこと）」の血を受け継いでいる。
- 三女神（さんじょしん）
日本神話における三柱の女神で、宗像大社を総本宮とするが、本作品では宮島の神社の御神体を言う。
- 八咫烏（やたがらす）
大型の伝説の聖獣、3本足の怪鳥で神に仕える鳥とも呼ばれている。

### ミヤジマックスの敵
- 第六天壊魔帝国グライム（だいろくてんかいまていこくぐらいむ）
古代魔法の復活を目的として大宇宙の星々の生命エネルギーを吸収する生命体により、その星の優れた戦士に憑依する能力を持つ。約1500年前に不思議な力を持つ石「ダイナ鉱石」を求めて「厳島」を攻めるが「三女神」と「蘭陵王高長恭」に阻まれブラックホールに封印されてしまった。現代の地球環境の歪と2000年周期の時空のゆがみから復活し、再び厳島を狙う。グライムとは「汚泥・ヘドロ」のような物質の意味であり、グライムの怪人のことを「汚泥獣」という。環境破壊の象徴を意味し、第六天とは仏教で説かれる「悪魔」というネーミングの由来である。

- 大皇帝グライム
第六天壊魔帝国グライムの創世王。かつて蘭陵王との闘いで破れ封印される。

- 総司令官ケンタウロン（射手老）
第六天壊魔帝国グライムの最高幹部の中でも最も非情とされる幹部。

- 近衛忍者軍団上忍ロンスコーピオン（老蠍）
第六天壊魔帝国グライムの近衛忍者軍団の長であり上忍。武器マニアでもあり、妖刀村正を所持しその魔力を自由にあやつる。

- ロンウルフ（老狼）
野獣座を支配する孤高の狼戦士であり、元グライム隠密忍者軍団を統括していたが、戦闘をこよなく愛し強き相手を求める性格から主に属さない単独行動をしている。

- 汚泥獣（おでいじゅう）
グライムにて開発された「Z－ウィルス（グライムが開発したすべての生き物をゾンビにすることが出来る液体ウィルス）」に感染した他の個体遺伝子が汚泥の中で融合して生まれるゾンビ怪人。

- 戦闘忍者ヒルム
忍び装束を身に着けたグライムのゾンビ忍者。

- 近衛ヒルム
近衛忍者軍団ロンスコーピオン付の配下であり、ロンスコーピオンの命令のみを忠実にこなす。

- 魍魎ヒルム（もうりょうひるむ）
グライムが暗黒の闇に封印された強い怨念のみをまとった生霊ヒルム 般若の形相にて、眠りについている蘭陵王や歴代の禰宜たちを襲撃した。

## 関連楽曲
主題歌
「覚醒！鳥神ミヤジマックス！」
作詞・作曲・編曲 大上馨司憲
歌 大上馨司憲
エンディングテーマ
「虹のピエロ」
作詞・作曲 大上馨司憲
編曲 大上馨司憲、ROUGE-VR
歌 大上馨司憲
挿入歌
「文明」
作詞・作曲・編曲 大上馨司憲
歌 大上馨司憲

## 関連グッズ
主催団体がデザイン・制作を行っており、主題歌CD、音楽集CD、サイン用色紙、トレーディングカード、缶バッジ、スポーツタオル（今治産）などがある。

## メディア関連

### 単行本
- 「超ローカルヒーロー大図鑑」2013年（水曜社出版）

### 映画
- 「ローカルヒーロー大決戦」2015年（株式会社ヤツルギ魂）

### テレビ
- NHK「広島・岩国・和木 土砂災害復興支援チャリティーイベント」2016年9月28日
- 広島テレビ「街かど伝言板」2016年3月29日、2017年3月1日、2018年2月22日、2019年2月19日
- 広島ホームテレビ「せとチャレ！STU48」2019年2月2日、2019年2月9日
- ケーブルテレビちゅピCOMひろしま「ちゅぴCOM トピックス（市民活動センターまつり告知）」2018年2月18日、2019年2月19日

### ラジオ
- 「Norinori MONDAYナイト[6]」2013年12月23日（FMはつかいち76.1MHz）
- 「平口ひろしのスクランブル トーク[7]」2014年2月15日（FMはつかいち76.1MHz）
- 「マリモpresents PiNECoNeSのまちあそびラジオ♪[8]」2017年4月23日（FMはつかいち76.1MHz）
- 「FMはつかいち 昼はまるごと！761[9]」2018年09月03日（FMはつかいち76.1MHz）
- 「キラキラ☆アートBOX[10]」2019年09月23日（FMはつかいち76.1MHz）

### 新聞
- 「2大ヒーローが開館20周年祝う（鈴峯公民館）[11]」2013年10月19日
- 「鳥神ミヤジマックス見参！[12]（廿日市市市民活動センター）」2013年11月冬号（はつかいち青少年健全育成新聞 しゃぼん玉）
- 「ご当地ヒーロー宮島に ミヤジマックス初見参」2014年8月29日付中国新聞
- 「宮島パト 平和の願い発信[13]」2015年1月6日（中国新聞）
- 「ご当地3ヒーロー復興に力」2016年9月23日付中国新聞

### 情報誌
- 「スポット 鳥神ミヤジマックス参上」2014年09月25日号（広島経済レポート）
- 「カープTownひろしま」11月号（広島東洋カープ公認ガイドブック）
- 「広島を守るヒーローたち」2016年1月4日発行（FLAG!ひみつの広島）

## スポーツ関連
- 2015年より開催されている「宮島マラソン」公認キャラクターとしてスターター・表彰式プレゼンテーターなどを務める。
- 2016年「ASTC アジアトライアスロン選手権2016/廿日市」応援キャラクター・表彰式プレゼンテーターとして参加。
- 2016年「サンフレッチェ広島vs大宮アルディージャ戦」おまつり広場『にぎわいステージ』ゲスト出演。